# 1981. évi nyári universiade
Az 1981. évi nyári universiadét július 19–30 között rendezték Bukarestben, 86 nemzet 2912 sportolójának részvételével. Az eseménynek közel 200 000 nézője volt. Ez volt a legnagyobb sportesemény, melyet az 1989 előtti Románia valaha is rendezett.

## Szervezése és lefolyása
Nicolae Ceaușescu eredetileg olimpiai játékokat szeretett volna rendezni, de a szűk pénzügyi lehetőségek miatt ez nem volt kivitelezhető. Az 1970-es évek energiaválságai és az 1977-es földrengés Románia elszegényedését eredményezte, a meglévő pénzeket pedig grandomán építkezésekbe (például a bukaresti Nép Házába) ölték. Ennélfogva a románok egy szerényebb rendezvény – az Universiade – megrendezése mellett döntöttek, és pályázatukat el is fogadták.
A játékok alkalmából felújították a bukaresti Nemzeti Stadiont, akkori nevén Augusztus 23. stadiont. Az Universiade zavartalan lefolyásának céljából csak pártaktivistákat engedtek a lelátókra, a rendszer kritikusait, disszidenseket, veszélyesnek mondott személyeket pedig a játékok időtartama alatt egy elmegyógyintézetben tartották fogva. A megnyitó július 19-én volt; a beszédet maga Ceaușescu mondta, a lángot pedig Nadia Comăneci gyújtotta meg. Ez volt az utolsó esemény, melyen Comăneci sportolóként részt vett; egyéniben 5 aranyat szerzett.
Összesen 367 érmet osztottak ki. A legeredményesebbek a szovjet sportolók voltak; a második helyet a házigazda Románia szerezte meg. Magyarország egy aranyérmet, két ezüstöt, és két bronzérmet nyert.

## Sportágak
A következő sportágak alkották a programot:
- Atlétika
- Birkózás
- Kosárlabda
- Műugrás
- Röplabda
- Tenisz
- Torna
- Úszás
- Vívás
- Vízilabda

## Magyar szereplés
A magyar küldöttség egy arany-, két ezüst-, és két bronzérmet szerzett.
| Érem  | Név                                                                     | Sportág  | Versenyszám            |
| ----- | ----------------------------------------------------------------------- | -------- | ---------------------- |
| Arany | Szalma László                                                           | Atlétika | Férfi távolugrás       |
| Ezüst | Nagy István                                                             | Atlétika | Férfi 200 m síkfutás   |
| Ezüst | Bakosi Béla                                                             | Atlétika | Férfi hármasugrás      |
| Bronz | Kolczonay Ernő                                                          | Vívás    | Férfi egyéni párbajtőr |
| Bronz | Kovács Edit Stefanek Gertrúd Győrffy Katalin Tuschák Katalin Nyul Ilona | Vívás    | Női tőrvívócsapat      |

## Összesített éremtáblázat
| #        | Ország                         | Arany | Ezüst | Bronz | Összesen |
| 1.       | Szovjetunió                    | 40    | 36    | 33    | 109      |
| 2.       | Románia                        | 30    | 17    | 20    | 67       |
| 3.       | Amerikai Egyesült Államok      | 29    | 18    | 9     | 56       |
| 4.       | Kína                           | 10    | 8     | 3     | 21       |
| 5.       | Olaszország                    | 6     | 4     | 3     | 13       |
| 6.       | Német Demokratikus Köztársaság | 4     | 6     | 1     | 11       |
| 7.       | Japán                          | 3     | 2     | 2     | 7        |
| 8.       | Kuba                           | 2     | 2     | 4     | 8        |
| 9.       | Nyugat-Németország             | 2     | 1     | 3     | 6        |
| 10.      | Egyesült Királyság             | 2     | 1     | 2     | 5        |
| 11.      | Jugoszlávia                    | 1     | 3     | 2     | 6        |
| 12.      | Magyarország                   | 1     | 2     | 2     | 5        |
| 13.      | Csehszlovákia                  | 1     | 2     | 1     | 4        |
| 14.      | Lengyelország                  | 1     | 0     | 4     | 5        |
| 15.      | Marokkó                        | 1     | 0     | 0     | 1        |
| 15.      | Svédország                     | 1     | 0     | 0     | 1        |
|          |                                |       |       |       |          |
| 17.      | Bulgária                       | 0     | 4     | 5     | 9        |
| 18.      | Brazília                       | 0     | 3     | 10    | 13       |
| 19.      | Kanada                         | 0     | 3     | 2     | 5        |
| 20.      | Dél-Korea                      | 0     | 1     | 4     | 5        |
| 21.      | Franciaország                  | 0     | 1     | 3     | 4        |
| 22.      | Ausztrália                     | 0     | 1     | 0     | 1        |
| 22.      | Finnország                     | 0     | 1     | 0     | 1        |
| 22.      | Görögország                    | 0     | 1     | 0     | 1        |
| 22.      | Svájc                          | 0     | 1     | 0     | 1        |
|          |                                |       |       |       |          |
| 26.      | Algéria                        | 0     | 0     | 1     | 1        |
| 26.      | Ausztria                       | 0     | 0     | 1     | 1        |
| 26.      | Elefántcsontpart               | 0     | 0     | 1     | 1        |
| 26.      | Ghána                          | 0     | 0     | 1     | 1        |
| 26.      | Mongólia                       | 0     | 0     | 1     | 1        |
| Összesen | Összesen                       | 133   | 117   | 117   | 367      |